# Brickleberry
Brickleberry – amerykański serial animowany dla dorosłych stworzony przez Roger Blacka i Waco O’Guina, a wyprodukowany przez Damn! Show Productions, Black Heart Productions i Fox 21.
Premiera serialu odbyła się w Stanach Zjednoczonych 25 września 2012 na amerykańskim Comedy Central. W Polsce serial zadebiutował od 3 marca 2017 do 15 kwietnia 2018 na antenie Comedy Central w wersji z polskim dubbingiem.
7 stycznia 2015 roku stacja Comedy Central ogłosiła, że serial został zakończony po trzech sezonach. Ostatni odcinek serialu został wyemitowany 14 kwietnia 2015.
W 2018 w serwisie Netflix został wydany serial Paradise PD twórców Brickleberry, który mocno nawiązuje do poprzednika.

## Opis fabuły
Serial opowiada o przygodach grupy strażników fikcyjnego Parku Narodowego Brickleberry, leżącego w pobliżu miasteczka Hazelhurst. Serial cechuje się żartami nawiązującymi do rasizmu, mizoginii, seksu etc.

## Obsada
- Tom Kenny –
  - Woodrow „Woody” Johnson
  - Dr. Kuzniak
- Daniel Tosh – Malloy
- David Herman –
  - Steven „Steve” Williams
  - Jorge
- Jerry Minor – Denzel Jackson
- Kaitlin Olson – Ethel Anderson (seria I)
- Natasha Leggero – Ethel Anderson (seria II–III)
- Roger Black –
  - Connie Cunaman
  - Boddy,
  - Jim Petarda

Waco O’Guin –  Robert „Bobby” Śledziopos

## Obsada (polski dubbing)
- Przemysław Glapiński
  - Steven „Steve” Williams
- Krzysztof Dracz
  - Woodrow „Woody” Johnson
  - partie wokalne
- Jarosław Boberek
  - Connie Cunaman
  - Alan Cunaman
  - Barman
  - Szop
  - Paco
- Paweł Ciołkosz
  - Denzel Jackson
- Karolina Kalina
  - Ethel Anderson
- Bartosz Wesołowski
  - Malloy
- Wojciech Żołądkiewicz (narrator)
- Tomasz Borkowski (narrator)

## Spis odcinków
| Światowa premiera | Polska premiera | Odcinek | Polski tytuł                | Angielski tytuł           |
| ----------------- | --------------- | ------- | --------------------------- | ------------------------- |
| SERIA PIERWSZA    |                 |         |                             |                           |
| 25.09.2012        | 03.03.2017      | 1       | Witamy w Brickleberry       | Welcome to Brickleberry   |
| 02.10.2012        | 10.03.2017      | 2       | Dwa tygodnie                | Two Weeks Notice          |
| 09.10.2012        | 17.03.2017      | 3       | Uratowany przez Jaja        | Saved by the Balls        |
| 16.10.2012        | 24.03.2017      | 4       | Króliwiórki                 | Squabbits                 |
| 23.10.2012        | 31.03.2017      | 5       | Wyścig!                     | Race Off!                 |
| 30.10.2012        | 07.04.2017      | 6       | Gej Bomba                   | Gay Bomb                  |
| 13.11.2012        | 14.04.2017      | 7       | Cześć Dottie                | Hello Dottie              |
| 20.11.2012        | 21.04.2017      | 8       | Włochaty Boddy              | Boddy’s Bald              |
| 27.11.2012        | 28.04.2017      | 9       | Problemy z mamą             | Mommy Issues              |
| 04.12.2012        | 05.05.2017      | 10      | The Dawn Show               | The Dawn Show             |
| SERIA DRUGA       |                 |         |                             |                           |
| 03.09.2013        | 12.05.2017      | 11      | Jezioro cud                 | Miracle Lake              |
| 10.09.2013        | 19.05.2017      | 12      | Powrót                      | The Comeback              |
| 17.09.2013        | 26.05.2017      | 13      | Dziewczyna Bobby’ego        | Bobby’s Girl              |
| 24.09.2013        | 02.06.2017      | 14      | Park narodowy               | National Park             |
| 01.10.2013        | 09.06.2017      | 15      | Crippleberry                | Crippleberry              |
| 08.10.2013        | 16.06.2017      | 16      | Igrzyska leśne              | Ranger Games              |
| 15.10.2013        | 23.06.2017      | 17      | Moja droga lub autostrada   | My Way or the Highway     |
| 22.10.2013        | 30.06.2017      | 18      | Mały chłopiec Jim           | Little Boy Jim            |
| 29.10.2013        | 07.07.2017      | 19      | Zbuntowane zwierzęta        | The Animals Strike Back   |
| 05.11.2013        | 14.07.2017      | 20      | Przestraszony prosto w pace | Scared Straight           |
| 12.11.2013        | 21.07.2017      | 21      | Podróż na Marsa             | Trip to Mars              |
| 19.11.2013        | 28.07.2017      | 22      | Mój ulubiony niedźwiedź     | My Favorite Bear          |
| 26.11.2013        | 04.08.2017      | 23      | Apokalipsa                  | Aparkalypse               |
| SERIA TRZECIA     |                 |         |                             |                           |
| 16.09.2014        | 16.12.2017      | 24      | Straszny Obama              | Obamascare                |
| 23.09.2014        | 23.12.2017      | 25      | W klubie                    | In Da Club                |
| 30.09.2014        | 30.12.2017      | 26      | Miss parku                  | Miss Trailer Park         |
| 07.10.2014        | 06.01.2018      | 27      | Bobby i ojciec Boddy        | That Brother’s My Father  |
| 14.10.2014        | 13.01.2018      | 28      | Dorosły Jim                 | Write ’Em Cowboy          |
| 21.10.2014        | 20.01.2018      | 29      | Stare rany                  | Old Wounds                |
| 28.10.2014        | 27.01.2018      | 30      | Tatuś dla dziecka           | Baby Daddy                |
| 04.11.2014        | 03.02.2018      | 31      | Pirat BoDean                | BoDean the Fearless Pilot |
| 11.11.2014        | 10.02.2018      | 32      | Wysokie stawki              | High Stakes               |
| 18.11.2014        | 17.02.2018      | 33      | Bursztynowy alarm           | Amber Alert               |
| 31.03.2015        | 24.02.2018      | 34      | Gliniarze i dna             | Cops and Bottoms          |
| 07.04.2015        | 03.03.2018      | 35      | Obozowanie nie jest łatwe   | Campin’ Ain’t Easy        |
| 14.04.2015        | 15.04.2018      | 36      | Globalne ocieplenie         | Global Warning            |

## Komiks
W 2016 r. Ukazał się 4-częściowy komiks, wydany przez Dynamite Entertainment, napisany przez współtwórców, Waco O'Guin i Roger’a Black i ilustrowany przez Timothy’ego Hopkinsa. Fabuła komiksu „ArMOOgeddon” ma miejsce w przyszłości, po wydarzeniach przedstawionych w ostatnim odcinku („Globalne Ocieplenie”.) Steve jest jedynym ocalałym strażnikiem parku po inwazji obcych krów. Z pomocą dr Kuźniaka podróżuje w czasie do 2015 roku, aby zabić Woody’ego, którego działania doprowadziły do inwazji i zniszczenia całej ludzkości. Z kolei Władca Krów wysyła Bobby’ego w czasie, aby pokrzyżować plany Steve’a z przyszłości, ale Malloy dołącza do Steve’a, aby pomóc mu wykonać misję. Kiedy jego plan się nie powiedzie, Steve wraca do przyszłości, aby zebrać pozostałych strażników w parku i obalić Władcę Krów.